# Sceloporus chrysostictus
La lagartija espinosa pintas amarillas (Sceloporus chrysostictus) es una especie de lagarto de la familia Phrynosomatidae. Es nativo del norte de Belice, norte de Guatemala, y la península de Yucatán (incluyendo la isla del Carmen, México). Su rango altitudinal oscila entre 0 y 300 m s. n. m..